# Liga Argentina de Béisbol
La Liga Argentina de Béisbol (LAB) es la competencia deportiva rentada[cita requerida] de ese deporte en Argentina. Está integrada por seis equipos en su primera edición 2017 la cual tiene el reconocimiento de la Federación Cordobesa de Béisbol y la Liga Salteña de Béisbol asociada a su vez desde 2018 a la Asociación Latinoamericana de Béisbol Profesional.

## Dirigentes[1]
| Cargo                                           | Titular                                    | Titular                                    | Titular                                    |
| ----------------------------------------------- | ------------------------------------------ | ------------------------------------------ | ------------------------------------------ |
| Presidente                                      | Federico Tanco                             | Federico Tanco                             | Federico Tanco                             |
| Vicepresidente                                  | José Majul                                 | José Majul                                 | José Majul                                 |
| Secretario                                      | María José Majul                           | María José Majul                           | María José Majul                           |
| Tesorero                                        | Jorge Sardinas                             | Jorge Sardinas                             | Jorge Sardinas                             |
| Vocales                                         | Gustavo Gómez Javier Maccio Mauricio Costa | Gustavo Gómez Javier Maccio Mauricio Costa | Gustavo Gómez Javier Maccio Mauricio Costa |
| Dirección Ejecutiva                             | Pablo Tesouro                              | Pablo Tesouro                              | Pablo Tesouro                              |
| Comisionado de la Liga                          | Wilmer Castellano                          | Wilmer Castellano                          | Wilmer Castellano                          |
| Director marketing, difusión y comercialización | Mauricio Costa                             | Mauricio Costa                             | Mauricio Costa                             |
| Director de prensa                              | Julio Moya                                 | Julio Moya                                 | Julio Moya                                 |
| Representante Legal                             | Roberto Braccini                           | Roberto Braccini                           | Roberto Braccini                           |

## Equipos
Equipos actuales
| Equipo                                                            | Fundación | Ciudad  | Estadio                         | Capacidad |
| Águilas de Salta - Club Cachorros                                 | 1982      | Salta   |                                 |           |
| Cóndores de Córdoba - Arias Béisbol Club                          | 2006      | Córdoba | Camping San Martín              |           |
| Falcons de Córdoba - Club Dolphins                                | 2003      | Córdoba | Dolphin Arena                   |           |
| Infernales de Salta - Popeye Béisbol Club                         | 1962      | Salta   | Estadio José Ismael Jesús Gómez |           |
| Pampas de Salta - Atlético Béisbol Club                           | 1992      | Salta   | Chachapoya Grand Stadium        |           |
| Pumas de Córdoba - ECByS Escuelas cordobesas de béisbol y softbol | 2005      | Córdoba |                                 |           |

## Equipos campeones
| 2017 | Infernales de Salta (1) | 3-0 | Falcons de Córdoba  |
| 2018 | Falcons de Córdoba (1)  | 3-2 | Cóndores de Córdoba |
| 2019 | Infernales de Salta (2) | 3-1 | Falcons de Córdoba  |